# Africada uvular surda
A africada uvular surda é um tipo de som consonantal, usado em algumas línguas faladas. Os símbolos no Alfabeto Fonético Internacional que representam este som são ⟨q͡χ⟩ e ⟨q͜χ⟩, e o símbolo X-SAMPA equivalente é q_X. A barra de ligação pode ser omitida, resultando em ⟨qχ⟩ no IPA e qX no X-SAMPA. 
Há também o africado pré-uvular surdo em algumas línguas, que é articulado ligeiramente mais frontal em comparação com o local de articulação do africado uvular surdo prototípico, embora não tão frontal quanto o africado velar surdo prototípico. O Alfabeto Fonético Internacional não possui um símbolo separado para esse som, embora possa ser transcrito como ⟨q̟͡χ̟⟩ ou ⟨q͡χ˖⟩ (ambos os símbolos denotam um ⟨q͡χ⟩ avançado) ou ⟨k̠͡x̠⟩ (retraído ⟨k͡x⟩). Os símbolos X-SAMPA equivalentes são q_+_X_+ e k_-_x_-, respectivamente.

## Características
- Sua forma de articulação é africada, o que significa que é produzida primeiro interrompendo totalmente o fluxo de ar, depois permitindo o fluxo de ar através de um canal restrito no local de articulação, causando turbulência.
- Seu local de articulação é uvular, o que significa que está articulado com a parte posterior da língua (dorso) na úvula.
- Sua fonação é surda, o que significa que é produzida sem vibrações das cordas vocais. Em alguns idiomas, as cordas vocais estão ativamente separadas, por isso é sempre sem voz; em outras, as cordas são frouxas, de modo que pode assumir a abertura de sons adjacentes.
- É uma consoante oral, o que significa que o ar só pode escapar pela boca.
- É uma consoante central, o que significa que é produzida direcionando o fluxo de ar ao longo do centro da língua, em vez de para os lados.
- O mecanismo da corrente de ar é pulmonar, o que significa que é articulado empurrando o ar apenas com os pulmões e o diafragma, como na maioria dos sons.

## Ocorrência
| Língua     | Língua                 | Palavra | AFI             | Significado | Notas                                            |
| ---------- | ---------------------- | ------- | --------------- | ----------- | ------------------------------------------------ |
| Adigue     | Natukhai               | кхъэ    | [q͡χa]ⓘ          | Cova        | Dialetal. Corresponde a [qʰ] em outros dialetos. |
| Avar       | Avar                   | хъарахъ | [q͡χʰːaˈraq͡χʰː]ⓘ | Arbusto     | Contrasta com o ejetivo [q͡χʼː].                  |
| Ingllês    | Scouse                 | clock   | [kl̥ɒq͡χ]         | Relógio     | Possível realização de /k/ no final de palavras. |
| Alemão     | Alguns dialetos suíços | Gschänk | [ˈkʃæŋq͡χ]       | Presente    | Velar [k͡x] em outros dialetos.                   |
| Cabardiano | Cabardiano             | кхъэ    | [q͡χa]ⓘ          | Cova        |                                                  |
| Persa      | Alguns dialetos        | ﻗﻔل     | [q͡χofl]         | Trancar     | Fortição de /q/ no começo de palavras.           |

### Pré-uvular
| Língua  | Língua  | Palavra | AFI      | Significado | Notas                                                               |
| ------- | ------- | ------- | -------- | ----------- | ------------------------------------------------------------------- |
| Usbeque | Usbeque | quruq   | [q̟uɾ̪uq̟͡χ̟] | Seco        | Alofone de /q/ no final de palavras e em posições pré-consonantais. |